# Aszalay Ferenc
Aszalay Ferenc (Miskolc, 1674. – Miskolc, 1729.) miskolci nemes ember, II. Rákóczi Ferenc titkára.

## Életrajza
Családja 1625-ben szerzett címeres nemes levelet. Édesapja Aszalay András, akit kétszer is megválasztottak alispánnak, édesanyja Dőry Zsuzsanna.
A kor hagyományának megfelelően egy észak magyarországi protestáns nemesember a tanulmányait a Sárospataki Kollégiumban végezte. Igen fiatalon, 20 éves kora után kapott feladatot és fontos tisztséget a Rákóczi-szabadságharcban. A kuruc állam fejedelmi kancelláriájában először a katonai ügyek titkára volt. A fejedelem kancellárja Jánoky Zsigmond lett. Itt kötött egy életre szóló barátságot Ráday Pállal, aki 1707-ig a fejedelem kancellária igazgatója volt. A forradalom bukása után nemcsak közös politikai múltjuk, hanem közös református vallásuk is erősen összekötötte őket. Az együttműködésüket jól példázza egy 1707-ben keletkezett oklevél, amelyben közösen támogatták a protestánsok vallásügyét.
A szabadságharc bukása után mint Rákóczi szekretáriusa bujdosásra kényszerült Lengyelországban 1711 februárja és szeptembere között. Amnesztiát nyerve a visszatérés mellett döntött, közéleti tevékenységét a vármegyében fejtette ki. A szatmári békekötés nem igényelte a felelősségre vonást, de Aszalay is elveszítette Tápió menti birtokait.
Miután nagy gyakorlatot szerzett a fejedelmi kancellárián, ezt a tudását jól tudta hasznosítani Borsod vármegye munkájában, 1717-ben már helyettes alispáni feladatot töltött be. Hamarosan becsatlakozott az országos politikába is, és a következő évben ott volt Pozsonyban a Pragmatica sanctio törvénybe iktatásánál. Erről jelentést is tett a vármegyei közgyűlésen. Jó munkát végzett, mert 1717 áprilisában a főispán indítványára Aszalay Ferencet 50 imperialisttal (birodalmi tallér) jutalmazták.
Felesége Némethi Borbála volt, Zemplén megye alispánjának a leánya. 1718-ban született fiúgyermekük, Ferenc.
Aktív levelezést folytatott Bél Mátyással és Ráday Pállal, és ebben – többek között – részletesen beszámolt romló egészségi állapotáról.
Aszalay Ferenc 1728-ban, halála előtt egy évvel írta meg végrendeletét, amelyben azt kérte, hogy koporsóját felesége mellé helyezzék a miskolci Nagytemplom temetőjébe.

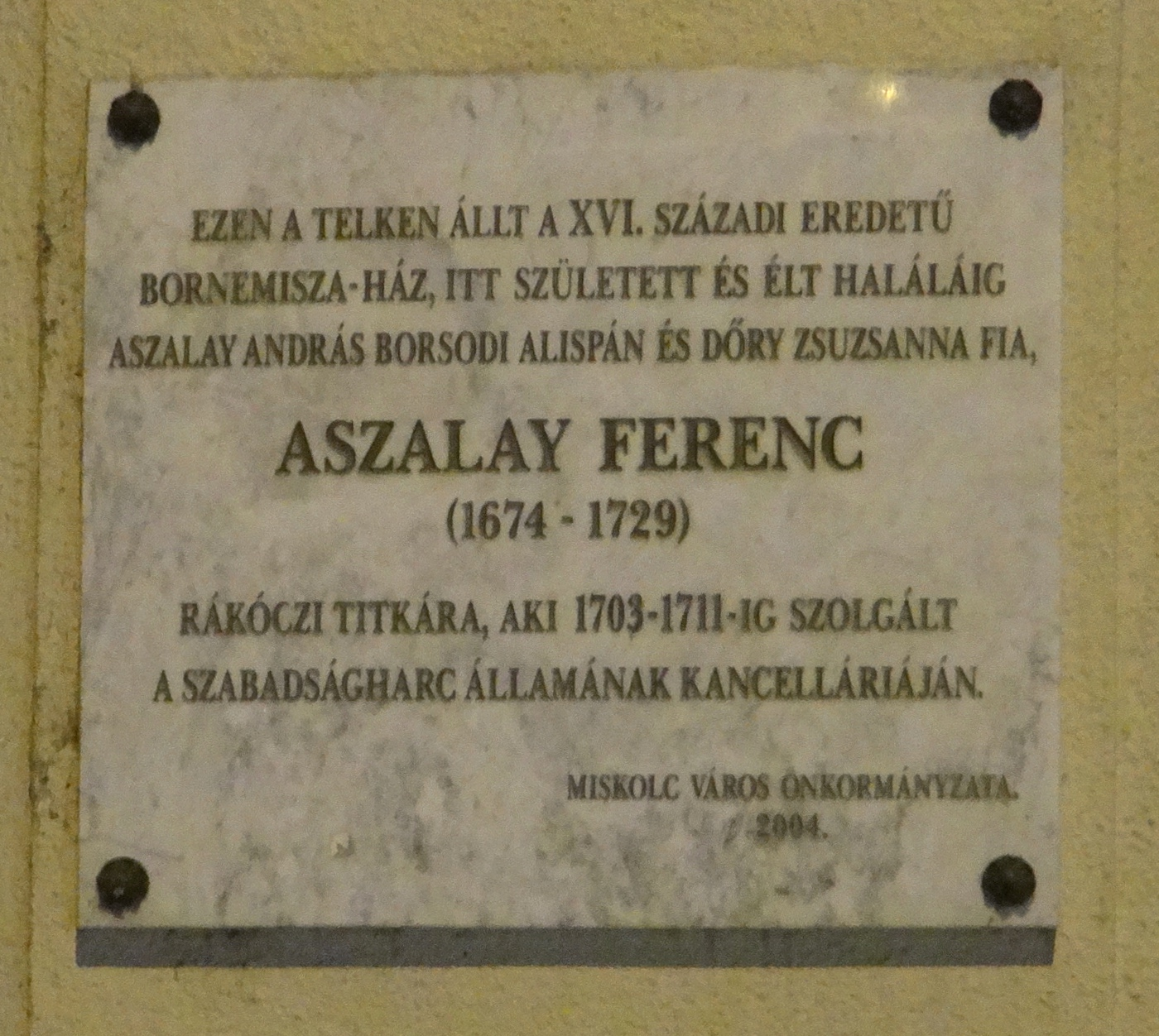
Az emléktábla

## Emlékezete
Miskolc önkormányzata a Széchenyi utca 10. ház épületén állíttatott egy emléktáblát.